# Силвианополис
Силвианополис (порт. Silvianópolis) — муниципалитет в Бразилии, входит в штат Минас-Жерайс. Составная часть мезорегиона Юг и юго-запад штата Минас-Жерайс. Входит в экономико-статистический микрорегион Санта-Рита-ду-Сапукаи. Население составляет 10 877 человек на 2006 год. Занимает площадь 312,043 км². Плотность населения — 18,8 чел./км².

## История
Город основан 30 августа 1911 года.

## Статистика
- Валовой внутренний продукт на 2003 год составляет 27 591 814,00 реалов (данные: Бразильский институт географии и статистики).
- Валовой внутренний продукт на душу населения на 2003 год составляет 4702,88 реалов (данные: Бразильский институт географии и статистики).
- Индекс развития человеческого потенциала на 2000 год составляет 0,759 (данные: Программа развития ООН).